# Trilogie Imelda
La Trilogie Imelda est formée des courts métrages Imelda (2014), Imelda 2 : le notaire (2020) et Imelda 3 : Simone (2020), écrits, réalisés et produits par Martin Villeneuve qui y tient le rôle de sa grand-mère paternelle, Imelda. Autour d'Imelda gravitent d’autres personnages : son fils Jean, un notaire, campé par Robert Lepage, et Simone, l’adversaire de toujours d'Imelda, incarnée par Ginette Reno. Ces trois opus constituent la genèse du long métrage Les 12 travaux d'Imelda sorti en 2022.

## Résumé
Un an après la mort de sa grand-mère paternelle à l’âge de 101 ans, Martin Villeneuve la fait revivre en mettant à profit un talent très spécial. Un collage de petites histoires forme ici un court métrage unique en son genre, comme autant de clins d’œil à des sujets aussi vastes que la religion, la politique, la vieillesse, l’amour, la mémoire et la solitude, traités sur un ton humoristique, non sans une touche dramatique.
Le deuxième opus se déroule onze ans avant le premier, à l’automne 2001, dans le village de Gentilly où Martin Villeneuve et son frère aîné Denis sont nés. Martin y reprend le rôle de sa grand-mère Imelda, alors âgée de 90 ans, tandis que Robert Lepage interprète le notaire, fils d'Imelda. S’inspirant de vraies lettres qu’Imelda écrivait à son fils, le cinéaste réinvente une conversation.
Dans le troisième opus de la trilogie, Ginette Reno interprète Simone, la grand-mère maternelle de Martin Villeneuve. Ce dernier imagine comment ses deux grands-mères, adversaires de toujours, auraient pu faire la paix avant la fin. À l’aspect cocasse, anecdotique, s’ajoute la gravité des confidences entre deux femmes qui ont longtemps vécu et beaucoup éprouvé,,,,.

## Fiche technique
- Interprètes : Ginette Reno, Robert Lepage et Martin Villeneuve
- Scénario et réalisation : Martin Villeneuve
- Production : Martin Villeneuve et Benoît Beaulieu pour Imelda Films
- Direction de la photographie : Benoît Beaulieu
- Musique originale : Benoît Charest
- Son : Louis Desparois, Olivier Calvert et Luc Boudrias
- Montage : Mathieu Demers et Arthur Tarnowski
- Costumes : Mariane Carter et Richard Hansen
- Coiffure : Richard Hansen
- Maquillage : Larysa Chernienko et Richard Hansen
- Supervision des effets visuels : Jonathan Piché-Delorme
- Postproduction : MELS
- Distribution : Danny Lennon pour Prends ça court ! / [ghost] / Maison 4:3
- Genre : Comédie
- Format : Couleur – 1,85:1 – Cinéma numérique RED 4K
- Durée : 3 x 14 minutes

## Production
Les cinéastes Martin et Denis Villeneuve sont les descendants de trois générations de notaires. Mélenda “Imelda” Villeneuve était la grand-mère paternelle excentrique et incorruptible. Martin en faisait une imitation depuis des années, à l’origine pour faire rire sa famille et ses amis. Après la mort d'Imelda en 2012, Martin a écouté les conseils de son entourage et a tourné le court métrage Imelda, sorti en 2014. Après le succès remporté par celui-ci, Villeneuve a écrit le scénario d’un long métrage. Il a approché Robert Lepage pour jouer le fils d'Imelda, Jean, et Ginette Reno pour incarner son autre grand-mère, Simone, mais n’a pas réussi à financer le projet. Plutôt que de l’abandonner, il a choisi de tourner deux autres courts métrages : Imelda 2 : le notaire et Imelda 3 : Simone, tous deux lancés en festivals à l’automne 2020,,,.

## Réception
Le premier Imelda a valu à Martin Villeneuve un prix d’interprétation masculine de l’Union des artistes au 12e Gala Prends ça court ! en 2015, le Prix du meilleur court métrage québécois au Festival Images en vues 2014, ainsi qu’une Mention spéciale du jury dans la catégorie Meilleur court métrage canadien au FICFA 2014,,,.
Imelda 2 : le notaire fut présenté en première mondiale et en ouverture du Festival de Cinéma de la Ville de Québec le 16 septembre 2020, en plus de remporter le Prix Cinémental du Meilleur court métrage canadien 2020,,.
Imelda 3 : Simone fut présenté en première mondiale et en ouverture du Festival du cinéma international en Abitibi-Témiscamingue le 31 octobre 2020,,,,,,,,.

## Suites
D’autres courts métrages — les épisodes 4 à 8 mettant en vedette de nouveaux personnages — ont été tournés en 2021 puis intégrés au sein du long métrage Les 12 travaux d'Imelda sorti en 2022,,. Inspirée de faits réels, cette comédie dramatique met en vedette Robert Lepage, Ginette Reno, Michel Barrette, Antoine Bertrand, Anne-Marie Cadieux, Yves Jacques, Lynda Beaulieu, Marc-François Blondin, ainsi que Martin Villeneuve dans le rôle d'Imelda,,,. Le film fut lancé en première mondiale au Festival de Cinéma de la Ville de Québec le 9 septembre 2022, puis il fut en sélection officielle au FCIAT, ainsi qu’au FICFA, avant de prendre l’affiche sur 29 écrans à travers le Québec le 28 octobre 2022,,,,,,. Il a également été projeté en compétition officielle au Festival du film de Whistler 2022, où il a remporté le prix Borsos pour le meilleur montage,. Le 2 mars 2023, le film fut présenté dans le cadre des Rendez-vous Québec Cinéma, en compétition pour le Prix Gilles-Carle. Le 26 mars 2023, Martin Villeneuve a remporté le prix d’interprétation masculine au Festival du Film Canadien de Dieppe, en France, pour son rôle d’Imelda,,,,. Le 31 août 2023, il obtient le prix du meilleur réalisateur au Festival International du Film Canada-Chine pour Les 12 travaux d'Imelda,,,.